# Filippo Zana
Filippo Zana (født 18. marts 1999 i Thiene) er en cykelrytter fra Italien, der er på kontrakt hos Team Jayco AlUla.